# شالم أخي
شالم-أخي ملك مدينة آشور حوالي سنة 1900 قبل الميلاد (نسبة إلى التسلسل الزمني القصير).
وهو أقرب حاكم آشوري مستقل تم توثيقه في نقش المعاصر. وقد نقش على إسمه في قائمة ملوك آشور بـ (شال-ليم-پاب-ميس) والتي تعني «الحفاظ على الاخوة آمنة»، وهو من بين الملوك الستة المعروفين باسم (الملوك المحطمين) الذين لم يتم تحديد فترة حكمههم في سجلات (الليمو) الآشورية. ولكن على العموم فأنه قد حكم قرب بداية الألفية الثانية قبل الميلاد.
وكان كل ما وصف به بأنه ابن بوزور آشور الأول. في نقش منحوت بطريقة غريبة مكتوبة بالآشورية القديمة على كتلة من المرمر والتي عثر عليها أثناء الحفريات الألمانية في آشور التي قام بها والتر اندري، وهذا النقش هو النموذج الوحيد له في التسجيلات الآشورية المعاصرة له، حيث قد سجل أن الإله آشور «طلب منه بناء المعبد» و «بناء أحواض البيرة» و «تخزينه في منطقة المعبد».
وكان خلال فترة حكم شالم أخي قد نشأت الحركة التجارية الآشورية مع بلاد الاناضول حيث كانت تستورد منها المنسوجات والقصدير وتصدر الفضة. وقد خلفه في الحكم ابنه إيلو شوما، كما هو مسجل في كتابه منقوشة على الطوب والحجر الجيري. وكان يظهر في الأنساب إن حفيده هو الملك إيريشوم الأول. ويظهر اسمه ايضاً في نقش من أداد نيراري الأول وآخر للملك شلمنصر الأول ولكن فقط في سياق ما يشير إلى ابنه إيلو شوما.
شالم- أخي (وخلفائه فيما بعد) قد حمل عنوان (نائب الوصي آشور). بالإضافة إلى (إنسي) وهو لقب ملكي مستخدم في مختلف دول مدن ميزوبوتاميا.